# ARA Corrientes (T-8)
Pour les autres navires du même nom, voir ARA Corrientes.
Pour les articles homonymes, voir T-8.
Le ARA Corrientes (T-8) était un torpilleur de la classe Buenos Aires, basée sur la classe G de la Royal Navy, construit pour la marine argentine, en service de 1938 à 1941.

## Description
Le Corrientes déplaçait 1 353 tonnes longues (1 375 tonnes (t)) à charge normale et 2 010 tonnes longues (2 042 t) à charge pleine. Il avait une longueur hors-tout de 98,45 m, une largeur de 10,38 m et un tirant d'eau de 3,2 m. Il était propulsé par deux turbines à vapeur à engrenages Parsons, entraînant deux arbres, qui développaient une puissance totale de 34 000 chevaux-vapeur (25 000 kW) et donnaient une vitesse maximale de 36 nœuds (67 km/h). La vapeur pour les turbines était fournie par trois chaudières à trois tambours Admiralty. Il avait une autonomie de 4 100 milles nautiques (10 240 km) à 14 nœuds (28 km/h). Son effectif était de 130 officiers et hommes.
Le navire était équipé de quatre canons Mark IX de 4,7 pouces (120 mm) de calibre 45  montés sur des supports simples, désignés "A", "B", "X" et "Y" de l'avant à l'arrière. Pour la défense anti-aérienne (AA), le Corrientes avait 8 mitrailleuses Vickers Mark III de 0,5 pouce (12,7 mm). Il était équipé de deux supports quadruples de tubes lance-torpilles au-dessus de l'eau pour des torpilles de 21 pouces (533 mm).
La marine argentine a d'abord classé comme "torpilleur" (en espagnol: torpedero) tous les navires de la classe Buenos Aires, avant de les classer dans les années 1950 comme "destroyer" (en espagnol: destructore). Le Corrientes, ayant coulé en 1941, restera un torpilleur.

## Historique
Le Corrientes a été construit par le chantier naval Vickers-Armstrong à Barrow-in-Furness en Angleterre et lancé en 1937. Après son achèvement en 1938, il a été remis à la marine argentine et est resté en service jusqu'à son naufrage en 1941.

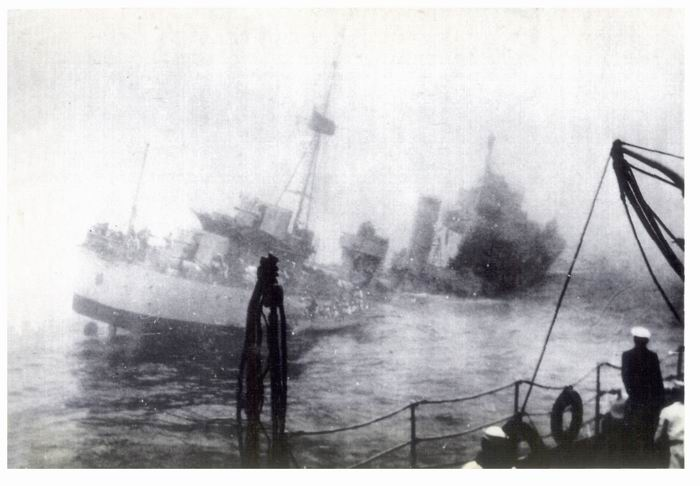
Naufrage du ARA Corrientes.

Il est perdu le 3 octobre 1941 après une collision avec le croiseur lourd Almirante Brown, qui est à son tour touché par le cuirassé Moreno. Le torpilleur Corrientes a coulé, perdant huit membres d'équipage au passage. Le croiseur lourd a subi de graves dommages et a été mis en cale sèche.3

### Source
- (es) Cet article est partiellement ou en totalité issu de l’article de Wikipédia en espagnol intitulé « ARA Corrientes (D-8) » (voir la liste des auteurs).